# Cettarames
Cettarames est un club de rame traditionnelles fondé en 1995 par Annick Artaud et affilié à la fédération française de joutes et de sauvetage nautique FFJSN. Il est basé à Sète, dans le département de l’Hérault en région Languedoc-Roussillon.

## Histoire
Cettarames est un club de rame traditionnelles fondé en 1995 par Annick Artaud, une ancienne rameuse de haut niveau, qui a notamment été championne de France d’aviron. Le club est affilié à la fédération française de joutes et de sauvetage nautique. Il est basé à Sète, dans le département de l’Hérault en région Languedoc-Roussillon.
Cettarames participe à des championnats locaux et nationaux, mais aussi à l’extérieur, notamment en Finlande puis à New York, aux États-Unis, en 2011 et un à Shanghai, en Chine, en 2013. Depuis sa création en 1995, Cettarames participe à la course Vogalonga à Venise, en Italie, chaque année.
En février 2011, un épisode de Thalassa est consacré à Cettarames. Un extrait est disponible sur Dailymotion.

## Palmarès

### Hommes
| Compétition            | Lieu            | Année | Classement     |
| ---------------------- | --------------- | ----- | -------------- |
| Championnats de France | Sète            | 2014  | Seconds        |
| Coupe de France        | Sète            | 2013  | Premiers       |
| Championnats de France | Théoule-sur-mer | 2012  | Vice-Champions |

### Mixtes
| Compétition            | Lieu            | Année | Classement     |
| ---------------------- | --------------- | ----- | -------------- |
| Championnats de France | Théoule-sur-mer | 2012  | Vice-Champions |

### Tamalous

#### Hommes
| Compétition            | Lieu            | Année | Classement |
| ---------------------- | --------------- | ----- | ---------- |
| Championnats de France | Marseille       | 2014  | Seconds    |
| Championnats de France | Agde            | 2014  | Troisièmes |
| Championnats de France | Sète            | 2012  | Seconds    |
| Coupe de France        | Sète            | 2013  | Premiers   |
| Coupe de France        | Gruissan        | 2012  | Premiers   |
| Championnats de France | Théoule-sur-mer | 2012  | Champions  |

#### Femmes
| Compétition            | Lieu      | Année | Classement |
| ---------------------- | --------- | ----- | ---------- |
| Championnats de France | Marseille | 2014  | Premières  |
| Championnats de France | Agde      | 2014  | Troisièmes |
| Championnats de France | Sète      | 2014  | Premières  |

#### Mixtes
| Compétition            | Lieu            | Année | Classement |
| ---------------------- | --------------- | ----- | ---------- |
| Championnats de France | Théoule-sur-mer | 2012  | Troisièmes |
| Coupe de France        | Gruissan        | 2012  | Premiers   |
| Coupe de France        | Sète            | 2014  | Premiers   |
| Coupe de France        | Martigues       | 2010  | Seconds    |

## Les bateaux

### Les barques

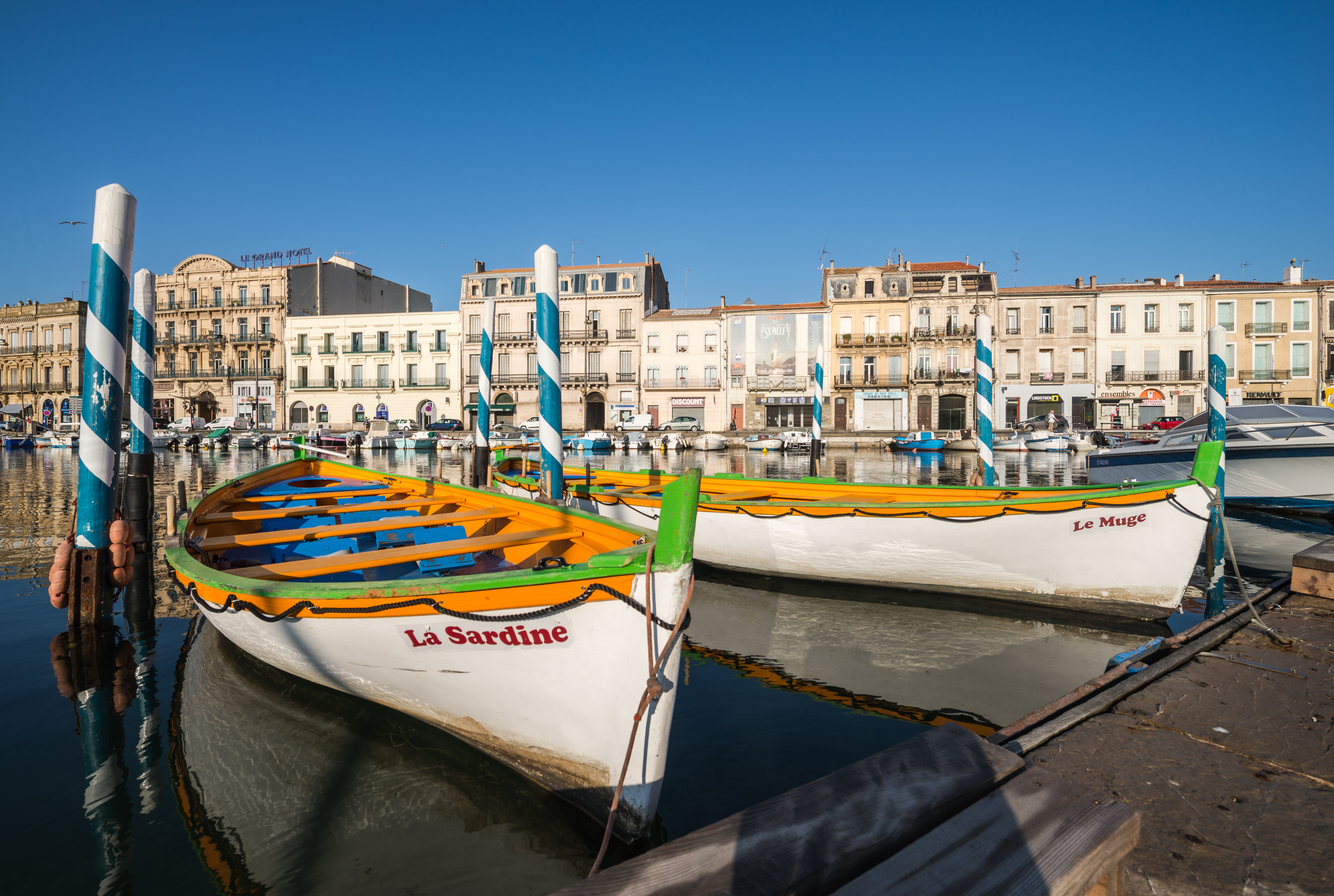
Deux barques de Cettarames à Sète en août 2014.

Cettarames dispose de 7 barques. Elles ont toutes un nom de poisson: l’Anchois, la Daurade, le Muge, le Pouffre, la Sardine, le Thon et Muikka.
Une de ses anciennes barques avait été décorée en juillet 2013 par André Cervera à l’occasion d’un voyage à Shanghai. En septembre 2014, cette embarcation est offerte à Louis Nicollin, président de la Fédération de joutes et de sauvetage nautique et collectionneur, qui l’expose dans son mas à Marsillargues, partiellement transformé en musée,.

### ChalutierCettarames

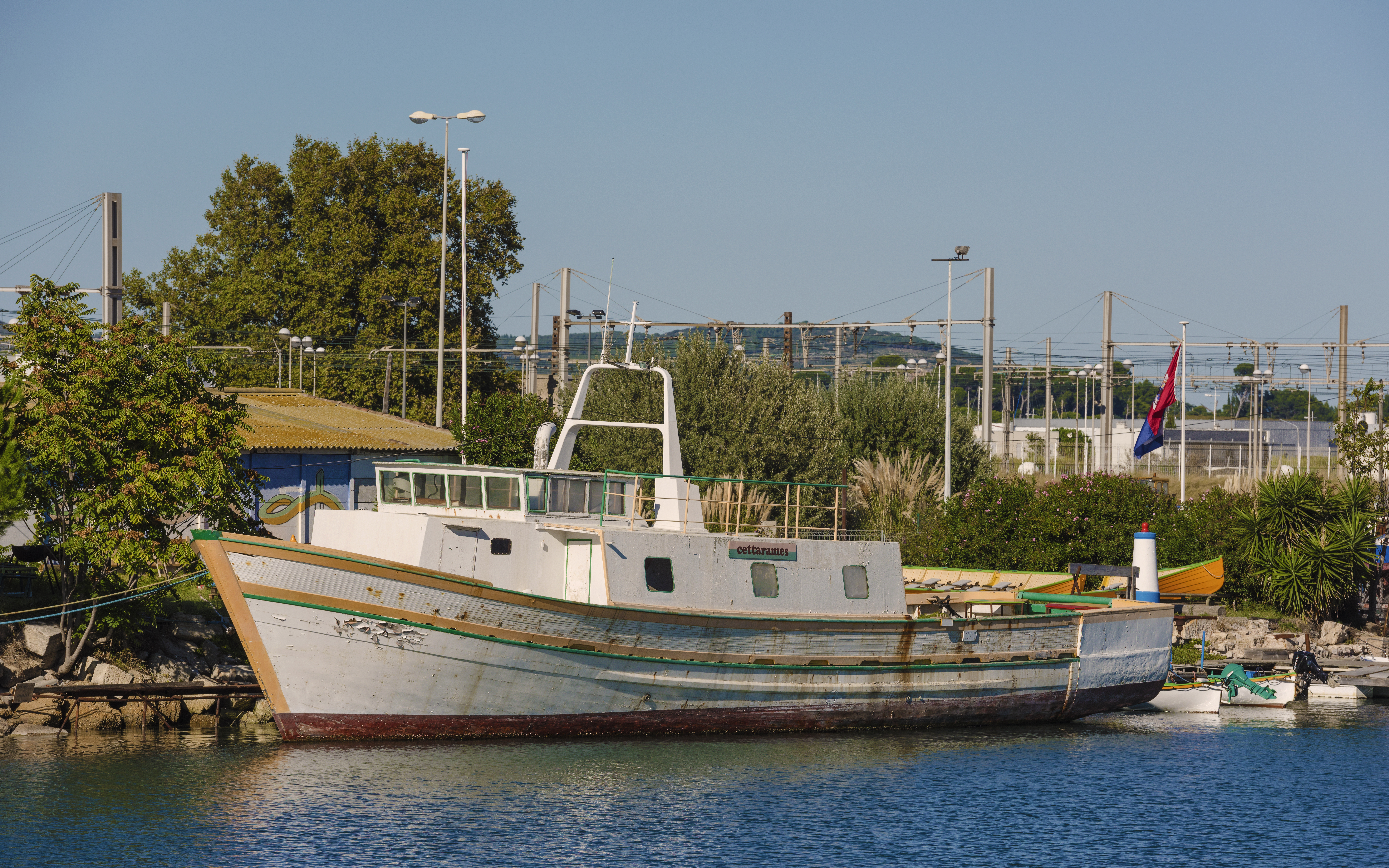
Le chalutier Cettarames à Sète en septembre 2015.

Le Cettarames est un chalutier en bois construit en 1980 à Sète sous le nom de Roalian pour la famille Talano. En 2008, il est acheté par Annick Artaud qui souhaite préserver le patrimoine maritime. Le bateau est rebaptisé Cettarames et amarré à proximité du siège social de l’association.
Dans la nuit du 7 avril 2015, il est coulé à la suite d'un acte de malveillance, puis renfloué le lendemain. Le 31 août 2015, un autre acte de malveillance le fait sombrer pour la deuxième fois. Le club le fait à nouveau renflouer, puis envisage de s’en débarrasser en le donnant ou en le vendant à la casse.

## Identité visuelle

Logo de Cettarames avant 2015
Logo de Cettarames depuis 2015